# Aerzen
Aerzen es un municipio situado en el distrito de Hameln-Pyrmont, en el estado federado de Baja Sajonia (Alemania), a una altitud de 170 metros. Su población a finales de 2016 era de unos 10 700 habitantes y su densidad poblacional, 100 hab/km².
Se encuentra ubicado a poca distancia al este de la frontera con el estado de Renania del Norte-Westfalia.